# Лупе Велес
Марія-Ґвадалупе Вільялобос-Велес (ісп. María Guadalupe Villalobos Vélez), відома як Лу́пе Ве́лес (англ. Lupe Vélez; 18 липня 1908 — 13 грудня 1944) — мексиканська акторка, яка зробила успішну кар'єру в Голлівуді в 1930-і й 1940-і роки. 

## Життєпис

### Ранні роки
Народилася в мексиканському місті Сан-Луїс-Потосі 18 липня 1908 року в сім'ї армійського офіцера і оперної співачки. Освіту отримала в монастирській католицькій школі в Техасі, а після її закінчення повернулася в Мексику, де в 1924 році дебютувала як танцюристка в одному з театрів Мехіко. Батько заборонив їй використовувати його прізвище як її артистичний псевдонім, і вона взяла дошлюбне прізвище матері, ставши Лупе Велес. Незабаром знову повернулася в США, де оселилася в Каліфорнії і стала виступати у водевілях. Там її помітила легендарна комедіантка Фанні Брайс, яка дуже допомогла подальшому розвитку її кар'єри.

### Початок кінокар'єри

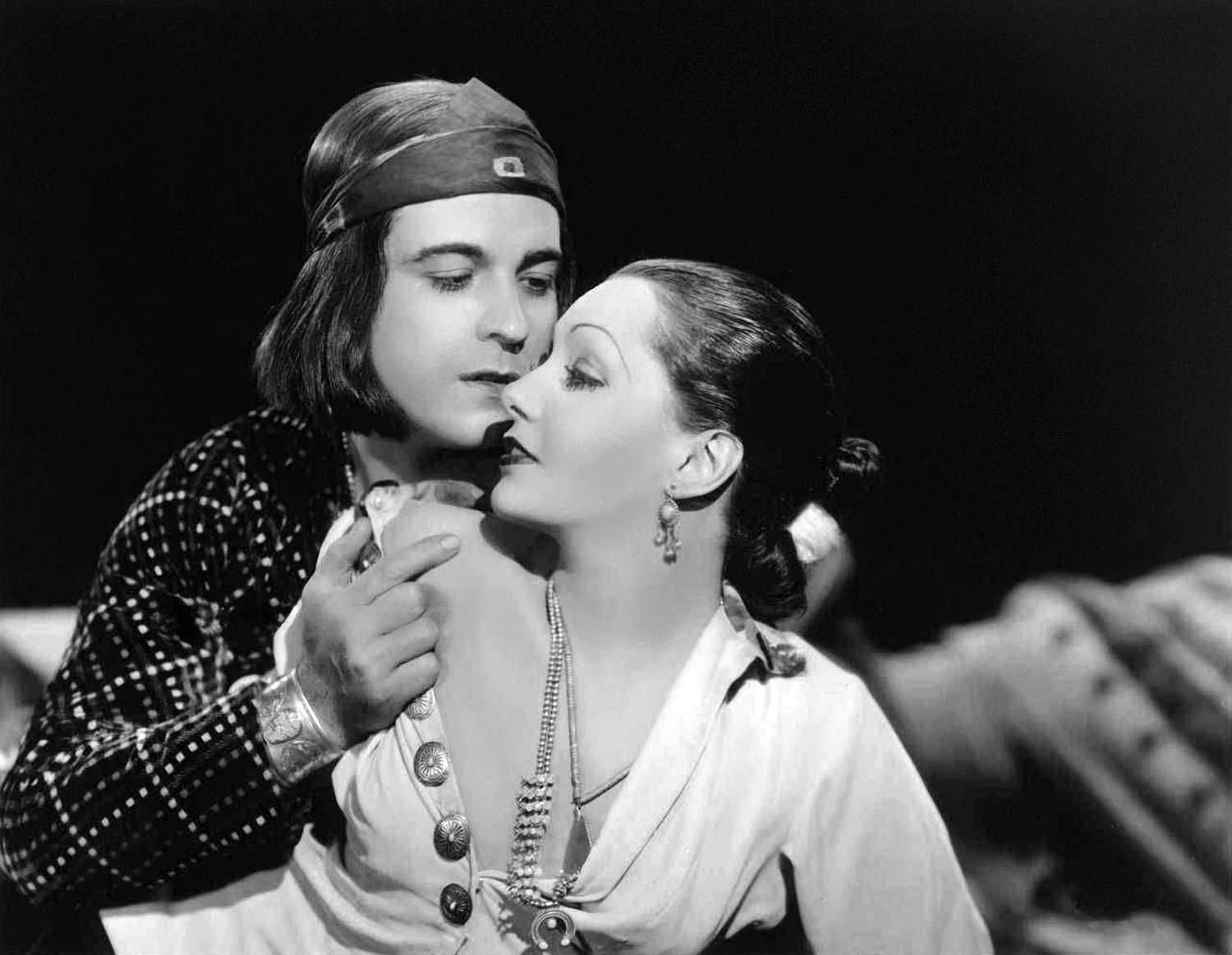
З Рамоном Новарро у фільмі «Усміхнений хлопчик» (1931)

Дебютувала в кіно в 1927 році в німому фільмі «Гаучо» з Дугласом Фербенксом. Рік потому стала однією з 13 молодих акторок у списку WAMPAS Baby Stars, яким пророкували зоряне майбутнє. У її перших роботах в кіно їй діставалися в основному етнічні ролі — іспанки, француженки, росіянки.
Одні з перших головних ролей виконала у фільмах «Леді з тротуару» і «Тигрова троянда» в 1929 році. Далі були нові роботи в кіно, знімалася з Кларою Боу і Гері Купером. На початку 1930-х Велес була особливо популярна в кінокомедіях, серед яких «Голлівудська вечірка» і «Палука», обидва знятих в 1934 році.
До того часу Лупе Велес було вже за 30, але великою кінозіркою вона не стала. Розчарувавшись в кінокар'єрі, вона покинула Голлівуд і вирушила в Нью-Йорк, де дебютувала на Бродвеї. Там вона виступила в одній постановці, після чого намагалася знайти роботу в кіно в інших країнах, але, не марно, тому знову повернулася в Голлівуд в 1939 році.

### Успіх у Голлівуді
У 1939 році Велес виконала головну роль в комедії «Дівчина з Мексики», який отримав велику популярність. Після цього «RKO», студія яка зняла фільм, запросила Лупе Велес на ролі ще в серії подібних «мексиканських» комедій, також добре прийнятих публікою. Успіх цих стрічок зробив Велес досить популярною в Голлівуді, і в наступні роки вона багато знімалася не тільки на «RKO», але і «Universal Pictures» і «Columbia Pictures». У 1943 році вона на деякий час повернулася в Мексику, де з'явилася в двох фільмах, які були добре прийняті місцевою аудиторією.
Завдяки своїй зовнішності Велес була помітною красунею в Голлівуді й мала стосунки з такими зірками, як Гері Купер, Чарлі Чаплін, Еррол Флінн і Джон Гілберт. Одружена була з 1933-го по 1939-й з олімпійським чемпіоном із плавання Джонні Вайсмюллером, Тарзаном у класичних голлівудських фільмах.

### Смерть
На початку 1940-х Лупе Велес почала роман з молодим актором Гарольдом Марешом, від якого завагітніла. Вихована в суворих католицьких традиціях, вона не могла зробити аборт, але в страху осоромлення через народження позашлюбної дитини наклала на себе руки. 13 грудня 1944 року провела вечір у ресторані з давньою подругою, акторкою Естель Тейлор, після чого повернулася додому і вжила надмірну дозу снодійного. У передсмертній записці написала: «Гарольду: Бог простить тобі й простить мені теж; волію піти з життя з нашим немовлям, перш ніж принесу його з соромом у цей світ. Лупе». За повідомленням секретарки Білі Кіндер, акторка була знайдена мертвою в своєму ліжку.
Ця новина довго не сходила зі шпальт газет через чутки, що оточували несподівану смерть. У різних джерелах стверджувалося, що Лупе Велес була знайдена мертвою в туалеті, з головою, опущеною в унітаз, через нудоту, спричинену передозуванням. Також писали, що Велес, будучи вже без тями через пігулки, спіткнулася, впала головою в унітаз і захлинулася.
Багато скептиків висловлювали думку щодо її смерті. Було відомо, що протягом всього життя акторка часто страждала від безпричинного хвилювання і депресій. З'явилося припущення, що у Велес був психічний розлад, який без лікування призвів до самогубства. Зрештою, Лупе Велес була відома відвертою поведінкою та численними романами, на підставі чого видається малоймовірним страх народити незаконну дитину.
Лупе Велес похована в Мехіко в Ротонді видатних діячів. За внесок у кіно удостоєна зірки на Голлівудській алеї слави.

## Згадки
- У 1965 році Енді Воргол зняв фільм «Лупе», з Еді Седжвік у головній ролі, де велику увагу приділено тій фатальній ночі, коли Лупе Велес не стало.
- Акторка згадана в серіалі «Сімпсони» в епізоді «Homer's Phobia». Під час організованої для Сімпсонів екскурсії по Спрінгфілду продавець Джон, вказуючи на магазин сантехніки, каже: «А тут Лупе Велес купила унітаз, в якому потонула».
- Акторка згадана в серіалі «Фрейзер>» в першому епізоді першого сезону. Було згадано версію смерті з падінням головою в унітаз

## Фільмографія
| Рік  |   | Українська назва     | Оригінальна назва     | Роль           |
| ---- | - | -------------------- | --------------------- | -------------- |
| 1934 | ф | Голлівудська вечірка | Hollywood Party       | Джейн          |
| 1929 | ф | Леді тротуарів       | Lady of the Pavements | Нанон дель Рей |
| 1927 | ф | Ґаучо                | Gaucho                | дівчина з гір  |